# Pcap
No campo da administração de redes de computadores, pcap é uma interface de programação de aplicativos (API) para capturar o tráfego de rede. Embora o nome seja uma abreviação do jargão packet capture, esse não é o nome próprio da API. Sistemas do tipo Unix implementam o pcap na biblioteca libpcap. Para Windows, há uma portabilidade da libpcap chamada WinPcap, que não é mais suportada ou desenvolvida, e uma portabilidade chamada Npcap para o Windows 7 e posteriores, que ainda é suportada.
Softwares de monitoramento podem usar a libpcap, WinPcap ou Npcap para capturar pacotes de rede que trafegam por uma rede de computadores e, em versões mais recentes, transmitir pacotes em uma rede na camada de enlace e obter uma lista de interfaces de rede para possível uso com libpcap, WinPcap ou Npcap.
A API do pcap é escrita em C, portanto, outras linguagens como Java, .NET e linguagens de script geralmente usam uma wrapper. Nenhuma dessas wrappers é fornecida pelo libpcap ou pelo próprio WinPcap. Os programas C++ podem se vincular diretamente à API C ou usar uma wrapper orientada a objetos.